# 岡山市の地域一覧
岡山市の地域一覧（おかやましのちいきいちらん）は岡山県岡山市の主要な地域を一覧にしたものである。
市域全体を複数に区分けした「地域区分」と、市内の「特定範囲の箇所を示す地域」とに分けて記述する。
市内の町丁・大字については岡山市の町・字一覧を参照。

## 地域区分

### 概要
市内を4行政区（東・南・北・中区）に区分。行政区より下位は、区役所本庁管轄および支所・地域センター管轄ごとに区分。
本庁・支所・地域センター管轄より下位は、平成の大合併直前（2005年3月21日以前）の岡山市域はおおむねコミュニティ協議会区域・コミュニティハウス設置区域・連合町内会区域（つまり学区・旧学区）ごと、平成の大合併時に編入した自治体のうち、灘崎・御津はコミュニティ協議会区域・コミュニティハウス設置区域ごと。建部・瀬戸は、かつて当該自治体が敢行した自治体誌に記載の地域区分で区分。
旧建部・瀬戸両町以外の市域は、岡山市は前述した地域区分を地域コミュニティの基本単位としており、コミュニティ協議会の類やコミュニティハウスもその地域区分ごとに設定している他、市報などでの行政サービスの単位としても記載されることもある。そのため、ここではこの地域区分を紹介する。
なお市が用いる名称の他に通称があり、そちらの方が地域性を考慮して分かりやすい場合、その通称で記載する（西→今、西大寺南→金岡など）。

### 北区

#### 本庁管轄区域
内山下
「うちさんげ」。旧城下町エリア中東部。
主な町字 - 内山下・丸の内・表町（一部）など
深柢
「しんてい」。旧城下町エリア南部。
主な町字 - 田町・中山下・表町（一部）など
弘西
「こうさい」。旧城下町エリア北東部。
主な町字 - 出石町・番町・弓之町など
南方
「みなみがた」。旧城下町エリア北西部と城下町北西隣接地（旧上出石村域の東一部、および旧御野村域の南一部）。
主な町字 - 南方・岩田町・富田町など
出石
「いずし」。旧城下町エリアの南西隣接地（旧下出石村域）。なお「出石町」は当地には含まれない（弘西にあたる）。
主な町字 - 本町・柳町・桑田町など
清輝
「せいき」。旧城下町エリア南端と城下町南隣接地（旧鹿田村域のうち北東部にあたる、旧岡村・内田村域の北一部）。
主な町字 - 清輝橋・岡町・天瀬
岡南
「こうなん」。旧鹿田村域の南東部（旧奥田村域・内田村域のうち南一部）と、旧福浜村域のうち概ね福浜村以前の旧古鹿田村だった区域。
主な町字 - 奥田・奥田西町・奥田本町（以上、旧岡）・岡南町（以上、旧内田）、青江・十日市・七日市（以上旧古鹿田）
鹿田
「しかた」。旧鹿田村域西部の大部分（旧大供村・東古松村域と旧西古松村域の一部）と隣接地。
主な町字 - 鹿田町・大供・東古松など
大元
「おおもと」。
主な町字 - 大元・野田・下中野・西古松（一部を除く）など
今（西）
「いま」。旧今村域の大部分。
主な町字 - 今・中仙道・問屋町など
大野
「おおの」。旧大野村域の大部分。
主な町字 - 大安寺・野殿・矢坂など
三門
「みかど」。旧石井村域北西部（旧巌井村域、島田村域の一部など）。
主な町字 - 三門・西崎・下伊福など
石井
「いしい」。旧石井村域北東部（旧上出石村・島田村域の一部）の大部分。
主な町字 - 奉還町・富町・駅元町など
伊島
「いしま」。旧伊島村域南部・西部。
主な町字 - 伊福町・京山・万成など
津島
「つしま」。旧伊島村域北部（旧津島村域の大部分）。
主な町字 - 津島東、津島中、津島新野、津島桑の木町、津島南、津島西坂、津島京町、津島笹が瀬、津島本町
御野
「みの」。旧御野村域の大部分と旧伊島村域（旧津島村域）の東一部。
主な町字 - 三野・北方・学南町など
牧石
「まきいし」。旧牧石村域と旧高月村域西部。
主な町字 - 玉柏・原・金山寺（以上、旧牧石）、牟佐（以上、旧高月）など
牧山
「まきやま」。旧牧山村域中南部。
主な町字 - 下牧・中牧
御南
「みなん」。旧今村域西部と旧白石村域南部。
主な町字 - 西長瀬・田中（以上、旧今）、今保・久米（以上、旧白石）など
白石（陵南東部）
「しらいし」。旧白石村域北部。陵南（りょうなん）地区は東西に分かれ、東にあたる当地は北区本庁管轄、西は吉備地域センター管轄となる。東西は備前備中国境（境目川）で分かれる。
主な町字 - 白石・久米・花尻など

#### 津高
津高地域センター管轄域で、旧御津郡津高町域。中学校名から、香和とも。
横井
「よこい」。
主な町字 - 横井上・津高・田益など
野谷
「のだに」。
主な町字 - 吉宗・栢谷・菅野・高野
馬屋上
「まやかみ」。
主な町字 - 日応寺・三和・富吉・田原

#### 一宮
一宮地域センター管轄域で、旧御津郡一宮町域。中学校名から中山（ちゅうざん）とも。
一宮（中山）
「いちのみや」。小学校名から中山（ちゅうざん）とも。
主な町字 - 一宮・尾上・辛川市場・西辛川
平津
「ひらつ」。
主な町字 - 楢津・首部・一宮山崎・今岡
馬屋下
「まやしも」。
主な町字 - 大窪・松尾・長野・福谷・横尾・芳賀
桃丘
「ももがおか」。
主な町字 - 佐山・芳賀（上芳賀）・芳賀佐山団地

#### 吉備
吉備地域センター管轄域で、旧都窪郡吉備町域。全域が備中国。
吉備
「きび」。旧吉備町域西部（旧撫川町全域と旧庭瀬町西部）
主な町字 - 庭瀬・川入・延友・平野（一部除く）（以上、庭瀬）、撫川・中撫川・大内田・納所
陵南（中・西部）
「りょうなん」。旧吉備町域東部。陵南地区は東西に分かれ、西にあたる当地は吉備地域センター管轄、西はとなる北区本庁管轄。東西は備前備中国境（境目川）で分かれる。
主な町字 - 西花尻・東花尻・平野（一部）

#### 高松
高松地域センター管轄域で、旧吉備郡高松町域。全域が備中国。
庄内
「しょうない」。高松（たかまつ）と生石（おいし）からなる。
主な町字 - 高松・高松原古才・高松稲荷・立田・和井元・平山・大崎（以上 高松）、下土田・門前・高塚・三手・小山・福崎・高松田中（以上 生石）
加茂
「かも」。旧加茂村域。
主な町字 - 加茂・惣爪・津寺・新庄上・新庄下
吉備津（鯉山）
「きびつ」。旧真金町域。小学校名から鯉山（りざん）とも。
主な町字 - 吉備津

#### 足守
足守地域センター管轄域で、旧吉備郡足守町域。全域が備中国。
平成23年4月1日に、大井・高田・福谷の3小学校が統合されて新たに蛍明小学校が開校した（大井小学校跡地）。旧学区は、コミュニティ地域・連合町内会区域などとして現存。
足守
「あしもり」。
主な町字 - 足守・下足守・上土田
大井
「おおい」。
主な町字 - 大井・粟井
高田
「たかだ」。
主な町字 - 上高田・下高田・日近・吉・石妻・杉谷・山上
福谷
「ふくたに」。なお大字の「福谷」は当地内ではない（一宮の馬屋下になる）。
主な町字 - 真星・東山内・西山内・掛畑・河原・苔山・間倉・庄田・粟井（一部のみ）

#### 御津
御津支所管轄域で、旧御津郡御津町域。平成の大合併で編入合併した。
金川
「かながわ」。
主な町字 - 御津金川・御津草生・御津鹿瀬
宇甘東
「うかいひがし」。
主な町字 - 御津宇甘・御津中泉・御津高津・御津下田
宇甘西
「うかいにし」。
主な町字 - 御津紙工・御津虎倉・御津勝尾
宇垣
「うがき」。
主な町字 - 御津宇垣・御津河内・御津吉尾・御津野々口・御津中山・御津北野・御津中牧
葛城
「かつらぎ」。
主な町字 - 御津芳谷・御津国ケ原・御津川高
五城
「ごじょう」。
主な町字 - 御津矢原・御津伊田・御津新庄・御津矢知・御津平岡西・御津石上

#### 建部
建部支所管轄域で、旧御津郡建部町域。平成の大合併で編入合併した。区域は旧備前国および旧美作国の両国にわたる。福渡・鶴田は旧美作国、その他の区域は旧備前国である。
建部
「たけべ」。
主な町字 - 建部町中田・建部町市場・建部町桜・建部町西原
上建部
「かみたけべ」。
主な町字 - 建部町建部上・建部町宮地・建部町富沢・建部町田地子・建部町品田
竹枝
「たけえだ」。
主な町字 - 建部町吉田・建部町小倉・建部町土師方・建部町大田
福渡
「ふくわたり」。
主な町字 - 建部町福渡・建部町豊楽寺・建部町川口・建部町下神目
鶴田
「たづた」。
主な町字 - 建部町鶴田・建部町三明寺・建部町角石畝・建部町角石谷・建部町和田南

### 中区
円山（富山）に富山地域センターが2011年に新設された。

#### 本庁管轄区域
平井
「ひらい」。
主な町字 - 平井・湊（西部の一部）
旭東
「きょくとう」。
主な町字 - 旭東町・門田屋敷本町・網浜・赤坂本町など
三勲
「さんくん」。
主な町字 - 国富・門田本町・森下町・古京町・東山など
宇野
「うの」。
主な町字 - 原尾島・浜・東川原・西川原・穝など
旭竜
「きょくりゅう」。
主な町字 - 八幡・八幡東町・高島・中島など
高島
「たかしま」。
主な町字 - 国府市場・高島新屋敷・湯迫・祇園・雄町（西部）など
竜之口
「たつのくち」。
主な町字 - 四御神・土田・雄町（東部）など
財田
「さいでん」。
主な町字 - 長岡・下・乙多見・神下・米田・長利など
幡多
「はた」。
主な町字 - 赤田・藤原・高屋・兼基・沢田・関など
旭操
「きょくそう」。
主な町字 - 倉富・倉益（各南部除く）・山崎（南部）・湊（南東部）など
操南
「そうなん」。
主な町字 - 江崎・倉田・倉富（南部）・倉益（南部）・桑野（北半分）・藤崎（北半分）・沖元
操明
「そうめい」。上記より分立した地区。
主な町字 - 新築港・江並・桑野（北半分）・藤崎（北半分）・沖元（一部）

#### 富山
富山地域センター管轄域であるが、旧上道郡富山村域とはやや異なる。大部分は富山村域と一致するが、一部が隣接地区であったり、逆に隣接他地区が当地内になっている。
富山
「とみやま」。
主な町字 - 円山・福泊・海吉・山崎（北部）・湊（北部）

### 南区

#### 岡南（福浜）
福浜地域センターの管轄域。
福浜
「ふくはま」。
主な町字 - 豊浜町・浜野・新福・福富・福成など
平福
「ひらふく」。
主な町字 - 福浜町・三浜町・洲崎・平福・福島など
福島
「ふくしま」。
主な町字 - 築港元町・築港栄町・市場・立川町・並木町・千鳥町・福吉町・若葉町・海岸通
南輝
「なんき」。
主な町字 - 南輝築港新町・築港緑町・築港ひかり町・松浜町・あけぼの町・並木町
浦安
「うらやす」。
主な町字 - 浦安本町・浦安西町・浦安南町
芳泉
「ほうせん」。
主な町字 - 豊成・福田・泉田（東部）・当新田（東部）・青江六丁目など
芳明
「ほうめい」。
主な町字 - 米倉・西市・万倍（西部）・当新田（西部）・下中野（南区分の一部）など
芳田
「よしだ」。
主な町字 - 新保・万倍（東部）・泉田（西部）・下中野（南区分）など

#### 児島
児島地域センター管轄域で、旧児島郡甲浦・小串両村域。
甲浦
｢こううら｣。
主な町字 - 北浦・郡・飽浦・宮浦
小串
｢こぐし」。
主な町字 - 小串・阿津

#### 藤田
藤田地域センター管轄域で、旧児島郡藤田村域。
大曲・都（第一藤田）
｢おおまがり｣「みやこ」。
主な小字 - 大曲・都
錦（第二藤田）
｢にしき｣。
主な小字 - 錦
六区（第三藤田）
｢ろっく｣。
主な小字 - 都六区・錦六区

#### 興除
興除地域センター管轄域で、旧児島郡興除村域。
曽根
｢そね｣。
主な町字 - 西畦・曽根
興除
｢こうじょ｣。
主な町字 - 中畦・内尾
東畦
｢ひがしうね｣。
主な町字 - 東畦

#### 妹尾
妹尾地域センター管轄域で、旧都窪郡妹尾町域。全域が備中国。
妹尾
｢せのお｣。
主な町字 - 妹尾
箕島
｢みしま」。
主な町字 - 箕島

#### 福田
福田地域センター管轄域で、旧都窪郡福田村域。全域が備中国。
福田
｢ふくだ｣。
主な町字 - 大福・古新田・山田・妹尾崎など

#### 灘崎（本庁管轄区域）
南区本庁管轄域で、旧児島郡灘崎町域。平成の大合併で編入合併した。
灘崎
｢なださき｣。
主な町字 - 片岡・川張・宗津・西高崎
迫川
｢はざがわ｣。
主な町字 - 迫川・奥迫川
七区
｢ななく｣。
主な町字 - 西七区・北七区・西紅陽台
彦崎
｢ひこさき｣。
主な町字 - 彦崎・植松

### 東区

#### 西大寺（本庁管轄区域）
東区本庁管轄域で、旧西大寺市域。
西大寺
｢さいだいじ｣。西大寺と芳野（よしの）の東部からなる。
主な町字 - 西大寺上・西大寺中・西大寺南・西大寺北・西大寺東一丁目・西大寺・向州（以上 西大寺）・西大寺中野本町・西大寺中野・浅越・西庄・吉原（以上 芳野）など
金岡（西大寺南）
｢かなおか｣。
主な町字 - 金岡東町・金岡西町・西大寺金岡など
雄神
｢おがみ｣。
主な町字 - 西隆寺・福治・富崎・久保・河本町・西大寺東二〜三丁目など
古都
｢こず｣。
主な町字 - ・古都宿・古都南方・藤井・宍甘・矢津・鉄
可知
｢かち｣。
主な町字 - 可知・益野町・中川町など
芥子山
｢けしごやま｣。
芳野の西部と可知の東一部からなる。
主な町字 - 西大寺松崎・広谷・富士見町（以上 芳野）・松新町・大多羅町・目黒町・可知三丁目（一部）・可知五丁目（以上 可知）
政田
「まさだ」。光政（みつまさ）と津田（つだ）からなる。
主な町字 - 光津・政津（以上 光政）・君津・升田（以上 政田）
開成
「かいせい」。九蟠（くばん）と金田（かなだ）（金岡新田）からなる。
主な町字 - 九蟠・豊田（以上 九蟠）・金田
豊
｢とよ｣。
主な町字 - 西大寺新・西大寺浜・西大寺川口・西大寺新地・西大寺五明・西大寺射越・西大寺門前・長沼
太伯
｢たいはく｣。
主な町字 - 乙子・神崎町・邑久郷
大宮
｢おおみや｣。
主な町字 - 西大寺一宮・宿毛・上阿知・下阿知・千手
幸島
｢こうじま｣。
主な町字 - 水門町・南水門町・幸地崎町・東幸崎・北幸田・西幸西・東幸西
朝日
｢あさひ｣。
主な町字 - 東片岡・西片岡・正儀・久々井・宝伝
犬島
｢いぬじま｣。
主な町字 - 犬島

#### 上道
上道地域センター管轄域で、旧上道郡上道町域。
浮田
｢うきだ｣。
主な町字 - 上道北方・中尾・沼・草ケ部・谷尻
平島
｢ひらじま｣。
主な町字 - 東平島・西平島・南古都・砂場・浦間
角山
｢つのやま｣。
主な町字 - 竹原・才崎・内ケ原・百枝月
御休
｢みやす｣。
主な町字 - 吉井・一日市・西祖・浅川・寺山・矢井・楢原・浦間（一部）
城東台
｢じょうとうだい｣。浮田より分立した地区。
主な町字 - 城東台西・城東台東・城東台南

#### 瀬戸
瀬戸支所管轄域で、旧赤磐郡瀬戸町域。平成の大合併で編入合併した。
玉井
｢たまい｣。
主な町字 - 瀬戸町笹岡・瀬戸町観音寺・瀬戸町宿奥・瀬戸町菊山
瀬戸
｢せと｣。
主な町字 - 瀬戸町瀬戸・瀬戸町下・瀬戸町沖・瀬戸町光明谷・瀬戸町寺地・瀬戸町森末
潟瀬
｢かたせ｣。
主な町字 - 瀬戸町江尻・瀬戸町肩脊・瀬戸町旭ヶ丘・瀬戸町大内
万富
｢まんとみ｣。
主な町字 - 瀬戸町万富・瀬戸町南方・瀬戸町坂根・瀬戸町宗堂・瀬戸町塩納・瀬戸町鍛冶屋・瀬戸町大井・瀬戸町多田原・瀬戸町保木・瀬戸町二日市・瀬戸町弓削

## 特定範囲を示す地域

### 概要
前述の地域区分と異なり、市内の一部分のみを指し示す地域範囲を記述する。一部、地域区分としても存在するものもある。

### 複数の行政区に跨るもの
岡南
「こうなん」。南区と北区に跨る。旧岡山市の南部一帯の通称。旧芳田村・福浜村域およびその南方を干拓した新開地（藤田組干拓地三・五区）。
東岡山
「ひがしおかやま」。中区と東区に跨る。JR東岡山駅を中心をした一帯。大半が中区だが、東区の古都の一部が含まれる。市の出先機関である東岡山連絡所が所在。

### 北区
表町
「おもてちょう」。 表町商店街 を中心とした一帯で、繁華街・商業地域・業務地域の通称。表町・内山下・中山下あたり。
田町
「たまち」。田町・中央町を中心とした歓楽街の通称。田町南部・中央町・柳町東部あたり。
岡山駅周辺地区
東口
「ひがしぐち」。 JR岡山駅東口 前一帯の商業地域・業務地域の通称。岡山駅前商店街が所在。駅前町・本町・錦町・幸町・下石井北部あたり。
西口
「にしぐち」。 JR岡山駅西口 前一帯の商業地域・業務地域の通称。駅元町・昭和町・奉還町の一部あたり。
奉還町
「ほうかんちょう」。奉還町商店街を中心とした一帯で、商業地域の通称。
カルチャーゾーン
城下筋を中心とした天神町・弓之町・出石町一丁目・石関町一帯から岡山城西側の丸の内あたり、さらには後楽園、そしてその旭川東岸部に至る地区。美術館などの文化施設や史跡などが集積しているため、岡山市や岡山県などの行政がカルチャーゾーンと名付け、振興を図っている。
岡北
「こうほく」。中心市街地北方一帯の通称。津島・伊島・御野など。
岡西
「こうざい」。中心市街地北西一帯の通称。石井・三門・大野の一部など。
問屋町
「といやちょう」。問屋町を中心とした一帯で、商業地域の通称。問屋町は繊維卸業者の集積団地として区画整理された地区であるが、近年、空き店舗を利用し若者向けの店舗が多数出店し、問屋町とその周辺は商業地化している。
西部新拠点
「せいぶしんきょてん」。北長瀬駅南口前一帯。旧岡山操車場跡地の大部分。北長瀬表町および野田。岡山市が西部新拠点と名付け、開発事業を計画。岡山ドームが所在し、岡山市立市民病院が北区天瀬から移転新築された。
御津
「みつ」。狭義の御津。岡山市立御津小学校の学区。金川・宇甘西・宇甘東からなる（宇垣・葛城・五城の各一部も含む）。
主な町字 - 御津金川・御津草生・御津鹿瀬・御津宇甘・御津中泉・御津高津・御津下田・御津紙工・御津虎倉・御津勝尾・御津宇垣（富谷）・御津川高（大曽根）・御津矢原（中須賀・大園）
承芳
「しょうほう」。旧承芳小学校の学区。
主な町字 - 御津宇甘・御津中泉・御津高津・御津下田・御津紙工・御津虎倉・御津勝尾
御津南
「みつみなみ」。岡山市立御津南小学校の学区。宇垣・葛城（一部は御津）からなる。
主な町字 - 御津河内・御津宇垣・御津野々口・御津吉尾・御津北野・御津中山・御津中牧・御津川高・御津国ヶ原・御津芳谷

### 南区
東興除
「ひがしこうじょ」。旧東興除村域。興除と東畦を併せた地域。消防団等では、この区域で設置されている。
主な町字 - 中畦・内尾・東畦
西興除
「にしこうじょ」。旧西興除村域。曽根地域と同じ。消防団等では、この区域で設置されている。
主な町字 - 西畦・曽根

### 中区
東山
「ひがしやま」。現在、狭義では町丁、広義では岡山市立東山中学校の学区を指すが、古くから岡山城下町の旭川対岸一帯を指す地域通称であった。おおむね三勲・旭東あたりに相当する。現在もこのあたりの地域通称としても使用される。
新岡南
新岡山港（岡山港高島地区）を中心とした一帯。新岡山港周辺の埋立地と、その北方の開発地。新築港と江並・藤崎・桑野の各南部。2010年まで市の出先機関である新岡南連絡所が所在した。
操陽
「そうよう」。旧操陽村域。消防団等では、この区域で設置されている。
主な町字 - 倉田・倉富・倉益
沖田
「おきた」。旧沖田村域。消防団等では、この区域で設置されている。
主な町字 - 沖田・桑野
三蟠
「さんばん」。旧三蟠村域。消防団等では、この区域で設置されている。
主な町字 - 江崎・江並・藤崎・新築港

### 東区
芳野
「よしの」。旧芳野村域。消防団等では、この区域で設置されている。
主な町字 - 西大寺松崎・広谷・富士見町・西大寺中野本町・西大寺中野・浅越・西庄・吉原
江西
「こうさい」。岡山市立江西小学校の学区。
主な町字 - 瀬戸町瀬戸・瀬戸町下・瀬戸町沖・瀬戸町江尻・瀬戸町旭ヶ丘・瀬戸町肩脊・瀬戸町寺地・瀬戸町光明谷・瀬戸町森末・瀬戸町笹岡・瀬戸町観音寺・瀬戸町宿奥・瀬戸町菊山
千種
「ちくさ」。岡山市立千種小学校の学区。
主な町字 - 瀬戸町万富・瀬戸町坂根・瀬戸町大井・瀬戸町鍛冶屋・瀬戸町塩納・瀬戸町宗堂・瀬戸町二日市・瀬戸町保木・瀬戸町多田原・瀬戸町南方・瀬戸町大内・瀬戸町弓削
東部新拠点
「とうぶしんきょてん」。西大寺南一丁目。カネボウの跡地の開発事業として、東部新拠点の名で計画されている。東区役所本庁舎が移転予定。